# 兩個爸爸
《兩個爸爸》（英語：Two Fathers）2013年三立華人電視劇八點檔系列第5部作品，由聲色工場製作有限公司製作，由林佑威、楊一展、賴雅妍、樂樂、梁靖領銜主演。於2013年2月14日開鏡，3月26日起於三立都會台20:00首播，東森綜合台則於當天22:00播出。7月18日殺青，7月22日播出最終回，全劇共73集。接檔《愛情女僕》。9月本劇榮獲提名第48屆金鐘獎最佳行銷節目獎。
而本劇最終回的收視率（3.74／有線4.53）創下三立華八次高。

## 播出時間
以下時間以當地時間（台灣時間）為準

### 首播
| 頻道             | 所在地   | 播映日期                    | 播出時間                                             |
| ---------------- | -------- | --------------------------- | ---------------------------------------------------- |
| 三立都會台       | 臺灣     | 2013年3月26日 （至6月13日） | 每週一至週四 20:00-21:00                             |
| 三立都會台       | 臺灣     | 2013年6月17日               | 每週一至週五 20:00-21:00                             |
| 東森綜合台       | 臺灣     | 2013年3月26日 （至6月13日） | 每週一至週四 22:00-23:00                             |
| 東森綜合台       | 臺灣     | 2013年6月17日               | 每週一至週五 22:00-23:00                             |
| 中視數位台       | 臺灣     | 2014年4月28日               | 每週一至週四 23:00-24:00                             |
| Win HD台灣戲劇台 | 臺灣     | 2015年3月20日               | 每週一至週五 21:00－22:00 實際播出時間為21:00－21:52 |
| 三立綜合台       | 臺灣     | 2020年5月11日 （至8月19日） | 每週一至週五 20:00－21:00                            |
| 星和都會台       | 新加坡   | 2013年6月12日               | 每週一至週五 19:00-20:00                             |
| J2               | 香港     | 2013年8月13日               | 每週一至週五 19:30-20:30                             |
| Astro双星        | 马来西亚 | 2013年8月13日               | 每週一至週五 22:30-23:30                             |
| dimsum           | 马来西亚 | 未知                        | 全劇集數上架                                         |
| Home Drama       | 日本     | 2014年9月17日               | (水) 深 1:15、後 6:00(重播)                          |
| Youtube          | 部分地區 | 2020年2月28日               | 週一至週五 21:00 上架                                |

### 重播
| 頻道             | 所在地   | 播映日期                     | 播出時間 |
| ---------------- | -------- | ---------------------------- | --- |
| 三立都會台       | 臺灣     | 2013年3月27日 （至6月17日）  | 每週二至週五 00:00-01:00 13:00-14:00                                                                                                |
| 三立都會台       | 臺灣     | 2013年6月18日                | 每週二至週六 00:00-01:00 |
| 三立都會台       | 臺灣     | 2013年6月18日                | 每週一至週五 13:00-14:00 |
| 三立都會台       | 臺灣     | 2013年3月30日                | 每週六 12:30-15:00 （重播當週集數，但未完整播出）                                                                                   |
| 三立都會台       | 臺灣     | 2013年3月30日                | 每週六 20:00-22:00 （重播當週集數，但未完整播出）                                                                                   |
| 三立都會台       | 臺灣     | 2013年3月31日                | 每週日 12:30-14:30 （重播當週集數，但未完整播出）                                                                                   |
| 三立都會台       | 臺灣     | 2013年3月31日                | 每週日 19:30-22:00 （重播當週集數，但未完整播出）                                                                                   |
| 三立都會台       | 臺灣     | 2020年2月28日 （至6月9日）   | 每週一至週五 20:00-21:00 |
| 三立都會台       | 臺灣     | 2020年2月29日 （至5月30日）  | 每週二至週六 00:00-01:00 |
| 三立都會台       | 臺灣     | 2020年6月2日 （至6月10日）   | 每週二至週五 00:00-01:00 |
| 三立都會台       | 臺灣     | 2020年3月2日 （至6月10日）   | 每週一至週五 13:00-14:00 |
| 三立都會台       | 臺灣     | 2020年3月2日 （至6月10日）   | 每週一至週五 18:00-19:00 |
| 東森綜合台       | 臺灣     | 2013年3月27日 （至6月17日）  | 每週二至週五 01:00-02:00 |
| 東森綜合台       | 臺灣     | 2013年3月27日 （至6月17日）  | 每週一至週四 07:00-08:00 12:00-13:00 16:00-17:00 18:00-19:00                                                                        |
| 東森綜合台       | 臺灣     | 2013年6月18日                | 每週二至週六 01:00-02:00 |
| 東森綜合台       | 臺灣     | 2013年6月18日                | 每週一至週五 07:00-08:00 12:00-13:00 16:00-17:00 18:00-19:00                                                                        |
| 東森綜合台       | 臺灣     | 2014年8月20日 （至10月6日）  | 每週一至週五 13:00-15:00 |
| 東森綜合台       | 臺灣     | 2014年8月21日 （至8月30日）  | 每週二至週六 00:00-02:00 |
| 東森綜合台       | 臺灣     | 2014年9月2日 （至10月7日）   | 每週二至週六 02:00-04:00 |
| 東森綜合台       | 臺灣     | 2014年8月21日 （至10月6日）  | 每週一至週五 09:00-11:00 |
| 東森綜合台       | 臺灣     | 2014年10月7日 （至10月13日） | 每週一至週五 14:00-15:00 |
| 東森綜合台       | 臺灣     | 2014年10月7日 （至10月14日） | 每週二至週六 02:00-04:00 |
| 東森綜合台       | 臺灣     | 2014年10月7日 （至10月14日） | 每週一至週五 10:00-11:00 |
| 東森綜合台       | 臺灣     | 2018年1月22日（至4月12日）   | 每週一至週五 20：00-21：00 |
| 中視數位台       | 臺灣     | 2014年4月28日                | 每週二至週五 16:00-17:00 |
| Win HD台灣戲劇台 | 臺灣     | 2015年3月21日                | 每週六 03:00－04:00 實際播出時間為03:00－03:52 （重播本週五內容）                                                                   |
| Win HD台灣戲劇台 | 臺灣     | 2015年3月23日                | 每週一 09:00－10:00、15:00－16:00 實際播出時間為09:00－09:52、15:00－15:52 （重播上週五內容）                                       |
| Win HD台灣戲劇台 | 臺灣     | 2015年3月24日                | 每週二至週五 03:00－04:00、09:00－10:00、15:00－16:00 實際播出時間為03:00－03:52、09:00－09:52、15:00－15:52 （重播週一至週四內容） |
| 三立綜合台       | 臺灣     | 2020年5月12日 （至8月20日）  | 每週一至週五 01:00-02:00 |
| 三立綜合台       | 臺灣     | 2020年5月12日 （至8月20日）  | 每週一至週五 06:00-07:00 |
| 三立綜合台       | 臺灣     | 2020年5月12日 （至8月20日）  | 每週一至週五 12:00-13:00 |
| 星和都會台       | 新加坡   | 2013年6月13日                | 每週一至週五 09:00-10:00 |
| J2               | 香港     | 2013年8月14日                | 每週二至週六 10:00-11:00 |
| Astro 双星       | 马来西亚 | 2013年8月14日                | 每週二 06:30-07:30（重播第一集） |
| Astro 双星       | 马来西亚 | 2013年8月14日                | 每週一至週五 21:30-22:30 |
| Astro 双星       | 马来西亚 | 2013年8月15日                | 每週二至週六 05:30-07:30（两集重播）                                                                                                |
| Astro 双星       | 马来西亚 | 2013年8月15日                | 每週一至週五 14:30-15:30 |
| Astro 双星       | 马来西亚 | 2013年8月17日                | 每週六 14:18-17:30 （重播当週集数『第一集至第四集』）                                                                               |
| Astro 双星       | 马来西亚 | 2013年8月17日                | 每週一 02:18-05:30 （重播当週集数『第一集至第四集』）                                                                               |
| Astro 双星       | 马来西亚 | 2013年8月24日                | 每週六 13:30-17:30（重播当週集数）                                                                                                  |
| Astro 双星       | 马来西亚 | 2013年8月24日                | 每週一 01:30-05:30（重播当週集数）                                                                                                  |

## 故事大綱
唐翔希（楊一展飾），一位辯才無礙的明星律師。溫振華（林佑威飾），一位溫暖細膩的花店老闆。兩個黃金單身漢卻因一通來自醫院的電話，徹底改變了他們的人生！原來兩人曾共同愛上的女人，在醫院留下一名女嬰後從此消失。
誰說「家」一定要有爸也有媽才是完整？！這個家只有兩個黃金單身漢爸爸、一個天真無邪的小女孩，卻爆笑又溫馨，當一個認真熱血的女教師，還有一位單純的女插畫家進入他們的生活後，這家人會有何改變呢？

## 演員列表

### 主要演員
| 演員   | 粵語配音 | 角色         | 介紹 | 登場集數                                           |
| 楊一展 | 李鎮然   | 唐翔希       | 溫振華的同居人 唐溫蒂的爹地，蘇文汶的前男友，方靜竹的丈夫 約30歲。大學就跟振華認識。自己有一家律師事務所，超級討厭吃蛋，喜歡黑咖啡無糖加三顆奶球，童心未泯的他經常讓振華頭痛不已。與溫蒂班導師靜竹常常鬥嘴，被方靜竹封為「機車男大水怪」（香港版本叫「麻煩佬大水怪」）或稱為「唐翔虛」，與親生父親形同陌路的關係已經逐漸破冰了。默默喜歡方靜竹一段時間，已經向她告白，雖然未獲得正面回應，但雙方已經有情愫產生，會不斷的彼此關心，也跟方老師告白求婚，最後一集求婚成功。 | 全劇                                               |
| 林佑威 | 李凱傑   | 溫振華       | 唐溫蒂的爸比，唐翔希的同居人，吳詠潔的男友。有一派說法為唐溫蒂的親生爸爸。由於結局溫蒂改姓溫，但卻又沒有明確說明溫蒂和振華的血緣關係；另一派說法為溫蒂接受親生母親後，為了給予她一個名份而從唐改姓溫。32歲。大學就跟翔希認識。蘇文汶的前男友。溫柔、和善、熱心，社區公認人比花「俊」的花店老闆兼社區主委，一肩扛起打掃、做飯、洗衣等大小家務，家務功力高超，超討厭吃番茄，不過做錯事就會被罰吃番茄，喜歡吃蝦子、魚及水煎包。溫媽在他十八歲時(1999年)車禍身亡。曾喜歡過方靜竹，後撮合唐翔希和方靜竹。知道吳詠潔喜歡他。对吴詠潔有好感,在結局中有一束玫瑰花束暗示振華和詠潔似乎處於戀人狀態                                                  | 1-35,44-73                                         |
| 謝語恩 | 何寶珊   | 唐溫蒂／溫蒂 | 第26集前7歲，26集後8歲，5月8日生，金牛座。方靜竹 蘇文汶的女兒，吳詠潔的義妹，曾正雄的女友 貼心調皮、聰明伶俐、可愛甜美，集兩個爸爸寵愛於一身的女孩，認為自己是全世界最幸福的小孩，兩位爸爸稱之為「小公主」。很喜歡方老師，覺得方老師很像媽媽。也喜歡插畫家的大姐姐，非常懂大姐姐的表達，並且喜歡一起畫畫。最好的朋友是小薇，長大後要和小雄結婚，喜歡吃巧克力和冰淇淋。最後跟媽媽解開心結，改姓為溫。家庭環境相當特別，到最後將會有兩個爸爸,兩個媽媽(文汶、靜竹)及一個姊姊(詠潔)，最終答應要跟小雄交往。 | 全劇                                               |
| 賴雅妍 | 詹健兒   | 方靜竹       | 28歲，方大銅、陳國香的長女，方飛竹的妹妹，方慶竹的姊姊，江映帆的小姑，唐翔希的妻子，是唐溫蒂的班導師兼媽媽。左撇子。12月5日生，射手座 家中開修車廠，開車技術卻爛到爆表，被唐翔希封為「人間凶器後照靜」（香港版本叫「人間凶器倒後鏡」），亦稱「方靜竹(豬)」。從第1集以後到54集都被限制開車，在唐翔希的保證下又可以開車了。最討厭爸爸逼他相親，外表看似粗線條，然而卻正直而充滿責任感。方爸都會叫她頑皮豹。喜歡吃鹹酥雞的花枝。等溫蒂升二年級後，將繼續擔任溫蒂、小雄跟小薇的班導師。 知道唐翔希喜歡她，也對他有情愫產生。最終答應唐翔希的求婚。                                                                                             | 1-50,52-54,56-73                                   |
| 梁靖   | 魏惠娥   | 吳詠潔       | 溫振華之女友,唐溫蒂之義姊 26歲，是一位插畫家，住在溫蒂的社區。家裡的成員有「黑子」（黑貓）。活在自己的世界裡，與人對談無厘頭，常讓不熟的人無力招架！因為童年家中因素讓她不善與外人接觸。家中雜亂程度如垃圾場般驚人。每天都會到振華的花店吃午餐，或是教溫蒂畫畫。喜歡溫振華，因此被唐翔希說她有振華依存症，並且取綽號為外星人或外星貓，希望振華可以不用做太多家事，好好休息，因此最近拼命學習做家務或做餅乾，也參加許多人際關係培養的課程。和方慶竹是朋友的關係。最近常常耳鳴，耳朵聽不見，原因是左內耳中風，所以要搬回家。已向溫振華告白。最後被溫振華留下並且答應她如家人般的照顧她。在結局中有一束玫瑰花暗示詠潔和振華已經處於戀人狀態。 | 2-5,7-9,12-17,19-24,27, 29-51,53-54,58,60-62,65-73 |

#### 方家
| 演員   | 粵語配音                  | 角色   | 介紹 | 登場集數                                                                         |
| 廖 峻  | 張炳強→ 陳永信 (第41集起) | 方大銅 | 飛竹、靜竹、慶竹的父親，江映帆的公公，陳國香的丈夫 65歲。修車廠大老闆，直腸子的他嘴硬心軟，雖然表面很急著把靜竹嫁出去，然而是希望靜竹能找到一個好歸宿。正極力促合大兒子飛竹和江律師的感情。 對慶竹疼愛有加，曾對於慶竹私自跑回家一事，相當不諒解，希望慶竹趕快回美國。後來經唐家父子的溝通後，也想通了，就讓慶竹留下。喜歡釣蝦。 | 1,3,5-7,10-11,13-15,17-21,23,25-29,32-39, 42-45,47-50,52-53,56-57,59-66,68,70-73 |
| 程秀瑛 | 黃麗芳                    | 陳國香 | 飛竹、靜竹、慶竹的母親，江映帆的婆婆，方大銅的妻子 60歲，7月生。個性傳統溫柔，專職家庭主婦，典型良家婦女，一心一意照顧家中大小，是孩子與丈夫間的溝通橋樑。 吃飯時若喊大銅，大家就會掉筷子。 | 1,3,5-7,9-11,14-15,17,19,21,23-24, 26-29,35-45,47-50,56-57,60-62,64,70-73        |
| 張天霖 | 劉奕希                    | 方飛竹 | 方大銅、陳國香的長子，是靜竹、慶竹的哥哥，江映帆的丈夫 個性憨厚老實、大而化之、傻里傻氣，對於家人非常保護，特別是對妹妹方靜竹，常常出面幫她處理問題。喜歡打籃球。對江映帆律師一見鍾情，為了得到江律師芳心甚至發動每日一信攻勢，對江映帆用情至深，或打扮不同人物，曾被江律師發好人卡。後追求終被接受，71集跟映帆完婚。 | 1-3,5-7,10-23,25-39,42-71                                                        |
| 周曉涵 | 羅杏芝                    | 江映帆 | 是一位律師，曾暗戀唐翔希，唐翔希的合夥人兼工作上的得力幫手，也是大學同學，靜竹、慶竹的大嫂，方大銅、陳國香的媳婦，方飛竹的妻子 她對翔希的生活習慣相當瞭解,自認這世上能與翔希並肩而論的人只有自己，期盼讓他習慣自己的存在而無法離開她，但後來發現自己無法進入唐翔希的心，而放棄進一步交往的念頭。曾面對方飛竹的熱烈追求頭痛不已，但後來卻漸漸被方飛竹的追求而感動，然後漸漸愛上方飛竹。 後跟飛竹結婚。吃飯叫老公時，大家就會掉筷子。 | 1,3-6,8-20,22-23,25-38, 41-52,54-62,64-68,70-71                                  |
| 孫其君 | 李致林                    | 方慶竹 | 20歲，方大銅、陳國香的次子、方飛竹、方靜竹之弟弟，江映帆的小叔 在36集前都在國外求學。目前回台，熱愛爵士鼓。溫蒂稱為黑子哥哥。由於他私自回國，讓方爸頭痛不已。在台期間曾白天發傳單，晚上在Pub擔任鼓手。 因不忍方爸難過，決定回美完成學業，但在前往機場路上，因方爸不捨，騎單車追回，他才留在台灣。目前正準備台灣的大學入學考試。 會幫飛竹出追江律師的意見。和吳詠潔是朋友的關係。左撇子。                                            | 36-45,47-52,54-62,64-67,69-73                                                    |
| 廖錦德 | 周倚天                    | 尼歐   | 方家修車廠助手，曾在國外留學，喜歡唐翔希事務所的小佩。 | 9-10,14,18,30,38,43-44,47,49-50                                                  |

#### 翔希及振華的同事或家人
| 演員   | 粵語配音 | 角色         | 介紹 | 登場集數                                                   |
| 張國柱 | 譚炳文   | 唐耀群       | 58歲，唐溫蒂的爺爺，方靜竹的公公，是唐翔希的父親，也是一位律師。在唐翔希長大過程中，很少陪伴，所以翔希對這父親情緒很複雜。但脾氣、飲食跟翔希很像，也不喜歡吃蛋跟堅果類。翔希對他有一段時間無法當面叫爸爸，只有稱呼：你。現在跟原配(雅芝)離婚，一個人搬到方家附近租屋。身患絶症（大腸癌末期），已經治療半年。現在跟溫蒂家互動很好，都一起參加家族活動。 | 7-8,13,15-19,21,26-28,40-42, 44-45,47-55,58-61,67,69,72-73 |
| 宋妍甄 | 羅孔柔   | 小佩         | 律師事務所的員工。有時候會幫飛竹傳情書，也會探江律師的情緒。剛跟男友分手。 | 1,4,20,26-27,30-31, 34-38,41-42,45-46,67,71                |
| 蔡順傑 | 周倚天   | 蔡阿燦       | 律師事務所的員工和唐翔希的學弟。偶爾幫忙接溫蒂下課。有了翔希事務所開始，就沒有離開過事務所。 | 1,4,16,18,20,22-23,25-27, 31,34-35,37-38,44-46,57          |
| 陳子玄 | 羅孔柔   | 林育芳(小芳) | 溫振華的花店員工，年輕貌美，住在同一個社區。有男友。 | 1-4,7,11-14,16-17,19,22,25-26, 31-32,38,42,45-46,51,54,58  |
| 潘慧如 | 鄭麗麗   | 蘇文汶       | 溫蒂的親生母親，翔希與振華的前女友 而因發生三角戀關係不知就懷孕。為了實現自己理想而出國，就將溫蒂交給唐溫兩人照顧。但目前卻回來找溫蒂，且將正雄作為媒介。已經跟溫蒂相認，希望把溫蒂帶走。但後來發現溫蒂有很多人照顧，考量溫蒂的心情，也就不再執意要帶走溫蒂，打算與溫蒂相處一陣子後就返回美國。有一段時間溫蒂只有用妳來稱呼，最後一集終於叫她媽媽      | 60-73                                                      |

#### 溫蒂好友或鄰居
| 演員   | 粵語配音 | 角色     | 介紹 | 登場集數                                                                          |
| 闕銘佑 | 謝潔貞   | 曾正雄   | 唐溫蒂同班同學及鄰居，唐溫蒂的男友 非常喜歡溫蒂，很會說甜言蜜語，最怕媽媽，認為媽媽像老虎一樣。曾經跟溫蒂一起離家出走。唐翔希不太喜歡他，常常要溫蒂不要跟他再一起。最近搬到隔壁社區，但沒有要轉學，最終跟溫蒂表示自己內心的心意，也順利開始交往了。          | 1-2,4-5,8-12,14-20,22-28,30-31,33,35-41,44,48,50-56,58-61,63-64,66,68-69,72-73    |
| 張庭宜 | 陳皓宜   | 徐育薇   | 唐溫蒂同班同學，是溫蒂最好的朋友，每天和溫蒂一起玩，偶爾會到溫蒂家吃飯寫功課。 | 1-2,4-6,8-12,14-20,22-24,26-28,30-31,33,35-39,41,44,48,50,53,56,58,60,63-64,66,73 |
| 賴佩瑩 | 梁少霞   | 曾吳美女 | 曾正雄母親，曾大偉的妻子 是唐溫蒂家的鄰居，非常兇，認為自己的兒子小雄是天才，曾因為讓小雄過度補習而造成小雄離家出走，亦因此改過，不再勉強小雄。過去想要爭取擔任社區主委，卻沒有成功。跟小雄搬到隔壁社區，並且擔任新社區的主委。                              | 1-2,6-7,10,12,18,20, 22-26,39-40,51-52,54,68-69                                   |
| 廖慧珍 | 蔡惠萍   | 賈美女   | 溫振華的社區住戶，認為自己非常美，自誇以前身材有多好，滿會煮菜，極為喜歡振華，希望可以嫁給振華，被唐翔希說她有振華依存症；近來因被振華發好人卡而逐漸放棄追振華的想法。根據振華的說法，目前任職外商公司的財務部主管。有一段時間視吳詠潔為情敵，逐漸變成好友。 | 4-5,13,17,37-39,41,44-46,48,50-52,66                                              |

### 客串演出
| 演員   | 粵語配音 | 角色                   | 介紹 | 登場集數   |
| 金美滿 |          |                        | 大賣場客人。 | 1          |
| 張心妍 | 黃瑩瑩   | 張老師                 | 溫蒂原本的班導，後來成為一個全職的家庭主婦，所以由方靜竹擔任班導。                                                                                                   | 1          |
| 涵冷娜 | 梁少霞   | 王小姐                 | 律師事務所客人。 | 1          |
| 黃采儀 | 雷碧娜   | 林如花                 | 律師事務所客人，被翔希稱之為「律師事務所的VVIP客戶」。 | 1,20       |
| 高廷宇 | 麥皓豐   | 趙廷宇                 | 方靜竹同事，體育老師，喜歡方靜竹卻不敢表示。 | 1-3,10,24  |
| 那維勳 | 潘文柏   | 張董                   | 唐翔希的土地開發案委託人。 | 4          |
| 台鳳   | 袁淑珍   | 陳香蓮                 | 陳婆婆，溫蒂喜歡和她一起下跳棋和動物棋，以前幫忙唐溫家，因為考量兒子的經濟，賣掉房子，去居住在養老院。                                                               | 6,18-20,28 |
| 謝飛   | 蔡惠萍   | 唐翔希（童年）         | 童年時期的唐翔希。 | 7,21,40    |
| 黄政浩 | 李震權   | 李先生                 | 跟方靜竹相親，在航管局上班，由於什麼都要聽從母親的安排而被靜竹貶為「媽寶」。                                                                                         | 15         |
| 羅平   | 巫哲棋   | Chris 王               | 由唐耀群介绍给唐翔希的客户。 | 16         |
| 唐國忠 | 梁偉德   | 要辦離婚手續黑社會老大 | 江律師的客户。 | 18         |
| 傅顯皓 | 關令翹   | 唐翔希（少年）         | 少年時期的唐翔希。當時很討厭唐爸。 | 21,59      |
| 于台煙 | 沈小蘭   | 唐母                   | 唐翔希的母親。已經跟Jeff 結婚。 | 21,59      |
| 鄭志偉 | 蔡德鈞   | 詠潔堂哥               | 詠潔總編輯兼堂哥。 | 22         |
|        | 吳羨婷   | 女員工                 | 律師事務所的新來員工。 | 22-23      |
| 董舜豪 | 巫哲棋   | 郭珀                   | 飛竹與映帆在餐廳遇到的律師。 | 44         |
|        | 蔡德鈞   | 光頭                   | 水煎包老闆，大聲講話的習慣讓溫蒂、小薇和小雄非常害怕。 | 44         |
| 陳子胤 | 張方正   | 李律師                 | 江律師的師弟。 | 51         |
| 吳宗憲 | 陳卓智   | 曾大偉                 | 曾正雄爸爸，曾吳美女的丈夫，小雄覺得他宇宙第一帥。有很多投資事業，所以經常不在家。                                                                                   | 51         |
| 康茵茵 | 成瑤孆   | Sabrina                | 唐翔希與江映帆的大學同學，律師，已經跟有錢又外遇很多的老公離婚並且取得高額的贍養費                                                                                   | 56         |
| 馬俊麟 | 李震權   | 萬年班代               | 唐翔希與江映帆的大學同學，董事長，號稱嘴巴很賤的萬年班代 | 56         |
| 游智翔 | 張方正   | 傅子強                 | 外號：破布子(台)，唐翔希與江映帆的大學同學，律師，江映帆介紹給靜竹認識，由於故意表現品行不良，讓方靜竹跟他分手，以前在班上是萬年第二。受江映帆的任務要刺激方唐二人。 | 59-60      |

## 拍攝場地
- 唐溫蒂家社區外景：新北市三峽區大德路（介於學成路與學勤路，遠雄大學耶魯與皇翔玉鼎社區）
- 溫暖花坊：米拉佐café（新北市三峽區大德路186號）
- 溫蒂就讀小學：新北市三峽區龍埔國民小學
- 方家修車廠：漢豐汽車（台北市內湖區文湖街 34號）
- 溫振華工作的花園：大溪花海
- 籃球場：臺北市中山區林森北路50號
- 唐翔希與唐爸法庭外相遇牛肉麵店：老鄧牛肉麵北大店（新北市樹林區大雅路家樂福旁松街）
- 購物商場：愛買客商場
- 律師事務所樓下場景、敦煌書局幫振華買花藝書：臺北市新湖一路堤頂大道交叉口
- 溫振華找走失溫蒂、江映帆看到小佩與男友吵架：新北市三峽區學成路258號麥當勞
- 第一法庭、第二法庭：國立中央大學舊圖書館
- 方家人愛去的釣蝦場：新豪釣蝦美食廣場，臺北市內湖區民族東路91號
- 溫蒂騎腳踏車、江映帆與方飛竹修車空檔約會的公園：內湖五期重劃區公園（臺北市內湖區南京東路六段451巷）
- 唐爸獨居的國宅：麥帥新城F2區（臺北市內湖區行善路59巷）
- 唐爸與方爸吃宵夜的麵攤：內湖行善路吉貝牙醫旁（臺北市內湖區行善路25巷1弄9號）
- 唐翔希老家、唐溫全家拉大泡泡玩魔天球、溫蒂全班戶外寫生：臺北市信義區四四南村
- 溫振華帶溫蒂吃牛排的餐廳、飛帆約會：內湖大潤發1店古拉爵
- 唐翔希帶溫蒂玩旋轉木馬的遊樂場：桃園臺茂購物中心卡通尼樂園
- 法律系同學會地點：南方莊園渡假飯店
- 家族旅行地點：國立傳統藝術中心
- 家族旅行住宿地點：福泰冬山厝會館
- 唐翔希帶溫蒂與方老師吃的義大利麵:Ciao巧 義大利麵坊(新北市樹林區學林路104號1F) (靠近北大學區)
- 飛竹與映帆結婚地方：新北市汐止區戶政事務所
- 溫蒂的校外教學地點：台北市立動物園

## 收視率
| 2013年3月26日 | 1        | 1.55 | 1.27 |   | 1.28 / 有線1.56 | 3 風水世家:6.43 天下女人心:3.07               | 週一至週四晚上八點首播                                            |
| 2013年3月27日 | 2        | 1.41 | 1.16 |   | 1.28 / 有線1.56 | 3 風水世家:6.43 天下女人心:3.07               |                                                                   |
| 2013年3月28日 | 3        | 1.71 | 1.41 |   | 1.28 / 有線1.56 | 3 風水世家:6.43 天下女人心:3.07               |                                                                   |
| 2013年4月1日  | 4        | 1.74 | 1.44 |   | 1.55 / 有線1.88 | 3 風水世家:6.41 天下女人心:2.75               |                                                                   |
| 2013年4月2日  | 5        | 1.77 | 1.46 |   | 1.55 / 有線1.88 | 3 風水世家:6.41 天下女人心:2.75               |                                                                   |
| 2013年4月3日  | 6        | 1.91 | 1.57 |   | 1.55 / 有線1.88 | 3 風水世家:6.41 天下女人心:2.75               |                                                                   |
| 2013年4月4日  | 7        | 2.11 | 1.73 |   | 1.55 / 有線1.88 | 3 風水世家:6.41 天下女人心:2.75               | 東森綜合台有線收視率：0.63                                        |
| 2013年4月8日  | 8        |      |      |   | 1.66 / 有線2.02 | 4 風水世家:6.29 天下女人心:2.88 隋唐演義:1.75 |                                                                   |
| 2013年4月9日  | 9        |      |      |   | 1.66 / 有線2.02 | 4 風水世家:6.29 天下女人心:2.88 隋唐演義:1.75 |                                                                   |
| 2013年4月10日 | 10       |      |      |   | 1.66 / 有線2.02 | 4 風水世家:6.29 天下女人心:2.88 隋唐演義:1.75 |                                                                   |
| 2013年4月11日 | 11       |      |      |   | 1.66 / 有線2.02 | 4 風水世家:6.29 天下女人心:2.88 隋唐演義:1.75 |                                                                   |
| 2013年4月15日 | 12       | 2.27 | 1.87 |   | 1.83 / 有線2.23 | 4 風水世家:6.54 天下女人心:2.61 隋唐演義:1.89 |                                                                   |
| 2013年4月16日 | 13       | 1.85 | 1.52 |   | 1.83 / 有線2.23 | 4 風水世家:6.54 天下女人心:2.61 隋唐演義:1.89 |                                                                   |
| 2013年4月17日 | 14       | 2.43 | 2.00 |   | 1.83 / 有線2.23 | 4 風水世家:6.54 天下女人心:2.61 隋唐演義:1.89 |                                                                   |
| 2013年4月18日 | 15       | 2.35 | 1.93 |   | 1.83 / 有線2.23 | 4 風水世家:6.54 天下女人心:2.61 隋唐演義:1.89 |                                                                   |
| 2013年4月22日 | 16       |      |      |   | 1.89 / 有線2.30 | 4 風水世家:6.85 天下女人心:2.56 隋唐演義:1.96 |                                                                   |
| 2013年4月23日 | 17       |      |      |   | 1.89 / 有線2.30 | 4 風水世家:6.85 天下女人心:2.56 隋唐演義:1.96 |                                                                   |
| 2013年4月24日 | 18       |      |      |   | 1.89 / 有線2.30 | 4 風水世家:6.85 天下女人心:2.56 隋唐演義:1.96 |                                                                   |
| 2013年4月25日 | 19       | 2.56 | 2.10 |   | 1.89 / 有線2.30 | 4 風水世家:6.85 天下女人心:2.56 隋唐演義:1.96 |                                                                   |
| 2013年4月29日 | 20       | 2.86 | 2.35 |   | 2.12 / 有線2.57 | 3 風水世家:6.11 天下女人心:2.72               |                                                                   |
| 2013年4月30日 | 21       | 2.49 | 2.05 |   | 2.12 / 有線2.57 | 3 風水世家:6.11 天下女人心:2.72               |                                                                   |
| 2013年5月1日  | 22       | 2.41 | 1.98 |   | 2.12 / 有線2.57 | 3 風水世家:6.11 天下女人心:2.72               |                                                                   |
| 2013年5月2日  | 23       | 2.52 | 2.07 |   | 2.12 / 有線2.57 | 3 風水世家:6.11 天下女人心:2.72               |                                                                   |
| 2013年5月6日  | 24       | 2.53 | 2.08 |   | 2.17 / 有線2.64 | 3 風水世家:6.20 天下女人心:2.87               |                                                                   |
| 2013年5月7日  | 25       | 2.69 | 2.21 |   | 2.17 / 有線2.64 | 3 風水世家:6.20 天下女人心:2.87               |                                                                   |
| 2013年5月8日  | 26       | 2.72 | 2.24 |   | 2.17 / 有線2.64 | 3 風水世家:6.20 天下女人心:2.87               |                                                                   |
| 2013年5月9日  | 27       | 2.61 | 2.15 |   | 2.17 / 有線2.64 | 3 風水世家:6.20 天下女人心:2.87               |                                                                   |
| 2013年5月13日 | 28       | 2.45 | 2.02 |   | 2.19 / 有線2.66 | 3 風水世家:5.90 天下女人心:3.07               |                                                                   |
| 2013年5月14日 | 29       | 2.57 | 2.12 |   | 2.19 / 有線2.66 | 3 風水世家:5.90 天下女人心:3.07               |                                                                   |
| 2013年5月15日 | 30       | 2.69 | 2.22 |   | 2.19 / 有線2.66 | 3 風水世家:5.90 天下女人心:3.07               |                                                                   |
| 2013年5月16日 | 31       | 2.91 | 2.40 |   | 2.19 / 有線2.66 | 3 風水世家:5.90 天下女人心:3.07               | 東森綜合台有線收視率：1.03                                        |
| 2013年5月20日 | 32       | 2.77 | 2.28 |   | 2.29 / 有線2.78 | 3 風水世家:6.12 天下女人心:3.70               |                                                                   |
| 2013年5月21日 | 33       | 3.00 | 2.47 |   | 2.29 / 有線2.78 | 3 風水世家:6.12 天下女人心:3.70               | 東森綜合台有線收視率：0.66                                        |
| 2013年5月22日 | 34       |      |      |   | 2.29 / 有線2.78 | 3 風水世家:6.12 天下女人心:3.70               |                                                                   |
| 2013年5月23日 | 35       |      |      |   | 2.29 / 有線2.78 | 3 風水世家:6.12 天下女人心:3.70               |                                                                   |
| 2013年5月27日 | 36       | 2.61 | 2.15 |   | 2.35 / 有線2.86 | 3 風水世家:6.11 天下女人心:3.14               |                                                                   |
| 2013年5月28日 | 37       | 2.93 | 2.41 |   | 2.35 / 有線2.86 | 3 風水世家:6.11 天下女人心:3.14               |                                                                   |
| 2013年5月29日 | 38       | 2.89 | 2.38 |   | 2.35 / 有線2.86 | 3 風水世家:6.11 天下女人心:3.14               |                                                                   |
| 2013年5月30日 | 39       | 2.99 | 2.46 |   | 2.35 / 有線2.86 | 3 風水世家:6.11 天下女人心:3.14               |                                                                   |
| 2013年6月3日  | 40       |      |      |   | 2.42 / 有線2.94 | 3 風水世家:5.81 天下女人心:3.55               |                                                                   |
| 2013年6月4日  | 41       |      |      |   | 2.42 / 有線2.94 | 3 風水世家:5.81 天下女人心:3.55               |                                                                   |
| 2013年6月5日  | 42       |      |      |   | 2.42 / 有線2.94 | 3 風水世家:5.81 天下女人心:3.55               |                                                                   |
| 2013年6月6日  | 43       | 3.15 | 2.60 |   | 2.42 / 有線2.94 | 3 風水世家:5.81 天下女人心:3.55               | 東森綜合台有線收視率：0.95                                        |
| 2013年6月10日 | 44       | 3.36 | 2.77 |   | 2.82 / 有線3.43 | 3 風水世家:6.07 天下女人心:3.67               | 東森綜合台有線收視率：1.01                                        |
| 2013年6月11日 | 45       |      |      |   | 2.82 / 有線3.43 | 3 風水世家:6.07 天下女人心:3.67               |                                                                   |
| 2013年6月12日 | 46       | 3.69 | 3.04 |   | 2.82 / 有線3.43 | 3 風水世家:6.07 天下女人心:3.67               | 東森綜合台有線收視率：1.00                                        |
| 2013年6月13日 | 47       |      |      |   | 2.82 / 有線3.43 | 3 風水世家:6.07 天下女人心:3.67               |                                                                   |
| 2013年6月17日 | 48       | 3.26 | 2.68 |   | 2.52 / 有線3.06 | 3 風水世家:5.87 天下女人心:3.89               | 從本週開始調整為週一至週五首播                                    |
| 2013年6月18日 | 49       |      |      |   | 2.52 / 有線3.06 | 3 風水世家:5.87 天下女人心:3.89               |                                                                   |
| 2013年6月19日 | 50       |      |      |   | 2.52 / 有線3.06 | 3 風水世家:5.87 天下女人心:3.89               |                                                                   |
| 2013年6月20日 | 51       |      |      |   | 2.52 / 有線3.06 | 3 風水世家:5.87 天下女人心:3.89               |                                                                   |
| 2013年6月21日 | 52       |      |      |   | 2.52 / 有線3.06 | 3 風水世家:5.87 天下女人心:3.89               |                                                                   |
| 2013年6月24日 | 53       |      |      |   | 2.68 / 有線3.26 | 3 風水世家:6.04 天下女人心:3.88               |                                                                   |
| 2013年6月25日 | 54       |      |      |   | 2.68 / 有線3.26 | 3 風水世家:6.04 天下女人心:3.88               |                                                                   |
| 2013年6月26日 | 55       |      |      |   | 2.68 / 有線3.26 | 3 風水世家:6.04 天下女人心:3.88               |                                                                   |
| 2013年6月27日 | 56       |      |      |   | 2.68 / 有線3.26 | 3 風水世家:6.04 天下女人心:3.88               |                                                                   |
| 2013年6月28日 | 57       |      |      |   | 2.68 / 有線3.26 | 3 風水世家:6.04 天下女人心:3.88               |                                                                   |
| 2013年7月1日  | 58       | 3.39 | 2.79 |   | 2.97 / 有線3.61 | 3 風水世家:6.86 天下女人心:3.88               |                                                                   |
| 2013年7月2日  | 59       | 3.68 | 3.03 |   | 2.97 / 有線3.61 | 3 風水世家:6.86 天下女人心:3.88               |                                                                   |
| 2013年7月3日  | 60       | 3.91 | 3.22 |   | 2.97 / 有線3.61 | 3 風水世家:6.86 天下女人心:3.88               | 東森綜合台有線收視率：1.32                                        |
| 2013年7月4日  | 61       | 3.81 | 3.12 |   | 2.97 / 有線3.61 | 3 風水世家:6.86 天下女人心:3.88               | 風水世家:7.22、天下女人心:3.93                                    |
| 2013年7月5日  | 62       | 3.27 | 2.69 |   | 2.97 / 有線3.61 | 3 風水世家:6.86 天下女人心:3.88               |                                                                   |
| 2013年7月8日  | 63       |      |      |   | 2.81 / 有線3.42 | 3 風水世家:7.01(新高) 天下女人心:4.49(新高)   | 風水世家:7.91                                                     |
| 2013年7月9日  | 64       |      |      |   | 2.81 / 有線3.42 | 3 風水世家:7.01(新高) 天下女人心:4.49(新高)   |                                                                   |
| 2013年7月10日 | 65       |      |      |   | 2.81 / 有線3.42 | 3 風水世家:7.01(新高) 天下女人心:4.49(新高)   |                                                                   |
| 2013年7月11日 | 66       |      |      |   | 2.81 / 有線3.42 | 3 風水世家:7.01(新高) 天下女人心:4.49(新高)   |                                                                   |
| 2013年7月12日 | 67       |      |      |   | 2.81 / 有線3.42 | 3 風水世家:7.01(新高) 天下女人心:4.49(新高)   |                                                                   |
| 2013年7月15日 | 68       |      |      |   | 2.81 / 有線3.42 | 3 風水世家:6.22 天下女人心:3.82               |                                                                   |
| 2013年7月16日 | 69       |      |      |   | 2.81 / 有線3.42 | 3 風水世家:6.22 天下女人心:3.82               |                                                                   |
| 2013年7月17日 | 70       |      |      |   | 2.81 / 有線3.42 | 3 風水世家:6.22 天下女人心:3.82               |                                                                   |
| 2013年7月18日 | 71       | 3.97 | 3.27 |   | 2.81 / 有線3.42 | 3 風水世家:6.22 天下女人心:3.82               | 東森綜合台有線收視率：1.42                                        |
| 2013年7月19日 | 72       |      |      |   | 2.81 / 有線3.42 | 3 風水世家:6.22 天下女人心:3.82               |                                                                   |
| 2013年7月22日 | 73       | 4.53 | 3.74 | 2 | 3.74 / 有線4.53 | 3 風水世家:6.01 天下女人心:3.84               | 精彩大結局，有線收視第一， 東森綜合台有線收視：1.80，有線收視第四 |
| 收視平均      | 收視平均 | -    | -    | - | 2.33 / 有線2.83 | 4->3                                          | -                                                                 |

- 同時段節目：
  - 三立台灣台《天下女人心》
  - 民視《風水世家》
  - 台視
    - 週一～週四《王的女人／虎符傳奇／新白娘子傳奇／神鵰俠侶／楚留香新傳》
    - 週五《金牌麥克風》

  - 中視《刑名師爺／穆桂英掛帥／三國／滾滾紅塵》
  - 華視《隋唐演義／英雄／王者清風／倾城绝恋／新白髮魔女傳》
  - 大愛《水返腳的春天／愛在陽光下／手心外的天空／路長情更長》
- 由AGB尼爾森調查，調查範圍是四歲以上收看電視之觀眾。
- 資料來源：中時娛樂、凱絡媒體週報

## 電視劇歌曲
| 曲別   | 歌名         | 演唱者       | 作詞                  | 作曲            |
| 片頭曲 | 幸福的聲音   | 林佑威       | 林尚德                | 郭偉聰          |
| 片尾曲 | 幸福不是情歌 | 劉若英       | 木蘭號aka陳韋伶、黄婷 | 木蘭號aka陳韋伶 |
| 插曲   | 如果沒有你   | 賴雅妍       | 陳建寧                | 陳建寧          |
| 插曲   | 忘了怎麼愛你 | MP魔幻力量   | MP魔幻力量 廷廷       | MP魔幻力量 廷廷 |
| 插曲   | 光合作用     | MP魔幻力量   | MP魔幻力量 廷廷       | MP魔幻力量 廷廷 |
| 插曲   | 潔癖         | 嚴爵、五月天 | 嚴爵、陳沒、阿信      | 嚴爵            |

## 獎項殊榮

### 第48屆金鐘獎
| 年份   | 獲提名   | 獎項       | 結果 |
| ------ | -------- | ---------- | ---- |
| 2013年 | 兩個爸爸 | 節目行銷獎 | 提名 |

### 2013華劇大賞
| 年份   | 獲提名                                      | 獎項                       | 結果              |
| ------ | ------------------------------------------- | -------------------------- | ----------------- |
| 2013年 | 兩個爸爸                                    | 觀眾票選最受歡迎戲劇節目獎 | 提名 （最後六強） |
| 2013年 | 林佑威/溫振華                               | 最佳男演員獎               | 獲獎              |
| 2013年 | 賴雅妍 /方靜竹                              | 最佳女演員獎               | 提名 （最後六強） |
| 2013年 | 張國柱/唐耀群                               | 最佳師奶殺手獎             | 提名 （最後五強） |
| 2013年 | 樂樂/唐溫蒂                                 | 最佳童星獎                 | 獲獎              |
| 2013年 | 闕銘佑/曾正雄                               | 最佳童星獎                 | 提名 （最後五強） |
| 2013年 | 張庭宜/徐育薇                               | 最佳童星獎                 | 提名 （最後五強） |
| 2013年 | 林佑威、楊一展、樂樂/溫振華、唐翔希、唐溫蒂 | 最佳催淚獎                 | 獲獎              |
| 2013年 | 楊一展、賴雅妍/唐翔希、方靜竹               | 最佳接吻獎                 | 提名 （最後六強） |
| 2013年 | 林佑威 / 溫振華                             | 海外最受歡迎獎             | 提名 （最後八強） |
| 2013年 | 林佑威/溫振華                               | 新浪微博人氣獎             | 提名 （最後八強） |

## 製作團隊
- 製作人：謝瑞雲、陳基定
- 監製：劉秋平
- 編劇統籌：
  - 林珮瑜、黃士恆、林淑雅（第1-3、12-16集）
  - 黃士恆、林淑雅（第4-9集）
- 編劇：
  - 鄭涵文、許藍琋、林慧君、廖詠年（第1-7集）
  - 鄭涵文、許藍琋、陳怡璇、李佳殷（第8集）
  - 鄭涵文、許藍琋、陳怡璇（第9-12集）
  - 鄭英敏、鄭涵文、許藍琋、陳怡璇（第13-15集）
  - 林珮瑜、邵慧婷、黃士恆、林淑雅、鄭英敏、鄭涵文、許藍琋、陳怡璇（第16-30集）
  - 邵慧婷、黃士恆、鄭英敏、石惠、陳秋茹、鄭涵文、許藍琋、陳怡璇（第31-33集）
  - 石惠、邵慧婷、黃士恆、鄭英敏、陳秋茹、鄭涵文、許藍琋、陳怡璇（第34-46集）
  - 邵慧婷、黃士恆、鄭英敏、陳秋茹、鄭涵文、許藍琋、陳怡璇（第47-73集）
- 導演：劉俊傑
- 製作公司：聲色工場傳播有限公司
- 贊助單位：橘子工坊
- 冠名贊助
  - 三立都會台（重播版）：水神乾洗手（第12集—第23集） / TT波特嫚面膜（第24集—第28集） / TT波特嫚蝸牛氣墊面膜（第29集—第45集）

## 外部連結
- 官方网站－三立
- 官方网站－三立
- 官方网站－東森[永久]
- 官方网站－香港無綫電視
- 官方网站－中視
- 兩個爸爸的Facebook專頁
- 《兩個爸爸》日本專題（页面存档备份，存于）
- 《ふたりのパパ》網站（页面存档备份，存于）
- 在Netflix上觀看《兩個爸爸》

## 作品的變遷
| 臺灣 三立都會台 每週一至週四 20:00 - 21:00 · 6月17日起，延長為週一至週五播出                                    | 臺灣 三立都會台 每週一至週四 20:00 - 21:00 · 6月17日起，延長為週一至週五播出 | 臺灣 三立都會台 每週一至週四 20:00 - 21:00 · 6月17日起，延長為週一至週五播出 |
| --- | ---------------------------------------------------------------------------- | ---------------------------------------------------------------------------- |
| | 兩個爸爸 （2013年3月26日－2013年7月22日）                                    |                                                                              |
| 愛情女僕（週一至週四） （2012年11月27日－2013年3月25日） 大紅帽與小野狼（週五） （2013年3月1日－2013年6月14日） | 幸福選擇題 （2013年7月23日－2013年10月28日）                                 |                                                                              |
| 每週一至週五 20:00 - 21:00                                                                                      |                                                                              |                                                                              |
| 軍官·情人（重播） （2019年11月11日－2020年2月27日）                                                             | 兩個爸爸（重播） （2020年2月28日－2020年6月9日）                             | 你有念大學嗎？（重播） （2020年6月10日－2020年7月14日）                      |

| 臺灣 東森綜合台 每週一至週四 22:00 - 23:00 · 6月17日起，延長為週一至週五播出                                    | 臺灣 東森綜合台 每週一至週四 22:00 - 23:00 · 6月17日起，延長為週一至週五播出 | 臺灣 東森綜合台 每週一至週四 22:00 - 23:00 · 6月17日起，延長為週一至週五播出                                                     |
| --- | ---------------------------------------------------------------------------- | --- |
| | 兩個爸爸 （2013年3月26日－2013年7月22日）                                    | |
| 愛情女僕（週一至週四） （2012年11月27日－2013年3月25日） 大紅帽與小野狼（週五） （2013年3月1日－2013年6月14日） | 幸福選擇題 （2013年7月23日－2013年10月28日）                                 | |
| 每週一至週五 20:00－21:00 2月22日至4月9日 20:00－22:00 4月10日至4月12日 20:00 - 21:00                           |                                                                              | |
| 當你沉睡時 （2017年12月22日 - 2018年1月22日）                                                                   | 兩個爸爸 (重播) （2018年1月23日－2018年4月12日）                             | 超完美秘書 （20:00 - 21:00） （2018年4月13日 - 2018年5月14日）犀利人妻 (重播) （21:00 - 22:00） （2018年4月10日 - 2018年6月1日） |

| 新加坡 星和都會台 每週一至週五 19:00 - 20:00 | 新加坡 星和都會台 每週一至週五 19:00 - 20:00 | 新加坡 星和都會台 每週一至週五 19:00 - 20:00 |
| -------------------------------------------- | -------------------------------------------- | -------------------------------------------- |
|                                              | 兩個爸爸 （2013年6月12日－2013年9月20日）    |                                              |
| 愛情女僕 （2013年3月11日－2013年6月11日）    | 综藝大熱門 （2013年9月23日－）               |                                              |

| 香港 無綫電視J2 每週一至週五 19:30 - 20:30 · 每週二至六 10:00 - 11:00 重播 | 香港 無綫電視J2 每週一至週五 19:30 - 20:30 · 每週二至六 10:00 - 11:00 重播          | 香港 無綫電視J2 每週一至週五 19:30 - 20:30 · 每週二至六 10:00 - 11:00 重播 |
| -------------------------------------------------------------------------- | ----------------------------------------------------------------------------------- | -------------------------------------------------------------------------- |
|                                                                            | 兩個爸爸 （2013年8月13日－2013年11月21日） （2013年8月14日 - 2013年11月22日，重播） |                                                                            |
| 借用一下你的愛 （2013年7月12日－2013年8月12日）                            | 愛的蜜方 （2013年11月25日－2014年1月7日）                                           |                                                                            |
| 香港 無綫電視J2 每週一至五 07:00 - 08:00、15:00 - 16:00                    |                                                                                     |                                                                            |
| 我租了一個情人 （2017年1月5日－2017年2月20日）                             | 兩個爸爸 （2017年2月21日－2017年6月5日）                                            | 幸福的麵條 （2017年6月6日－2017年7月31日）                                 |

| 马来西亚 Astro双星 每週一至週五 22:30 - 23:30     | 马来西亚 Astro双星 每週一至週五 22:30 - 23:30 | 马来西亚 Astro双星 每週一至週五 22:30 - 23:30 |
| ------------------------------------------------- | --------------------------------------------- | --------------------------------------------- |
|                                                   | 兩個爸爸 （2013年8月13日－2013年11月21日）    |                                               |
| 金大花的華麗冒險 （2013年6月28日－2013年8月12日） | 真愛黑白配 （2013年11月22日－2014年1月7日）   |                                               |

| 臺灣 中視數位台 每週一至週四 22:00 - 24:00 · 5月21日起，縮短為22:00 - 23:00 | 臺灣 中視數位台 每週一至週四 22:00 - 24:00 · 5月21日起，縮短為22:00 - 23:00 | 臺灣 中視數位台 每週一至週四 22:00 - 24:00 · 5月21日起，縮短為22:00 - 23:00 |
| --------------------------------------------------------------------------- | --------------------------------------------------------------------------- | --------------------------------------------------------------------------- |
|                                                                             | 兩個爸爸（第1－34集） （2014年4月28日－2014年6月23日）                      |                                                                             |
| 三國電視電影                                                                | 繼承者們 （2014年6月24日－2014年8月11日）                                   |                                                                             |
| 每週一至週四 23:00 - 24:00                                                  |                                                                             |                                                                             |
| 月亮上的幸福（重播） （23:00 - 01:00）                                      | 兩個爸爸（第35－57集） （2014年6月24日－2014年8月4日）                      | 進擊的巨人 （2014年8月5日－2014年8月8日）                                   |

| 臺灣 Win HD台灣戲劇台 每週一至週五 21:00 - 22:00 · 實際播出時間為21:00－21:52 | 臺灣 Win HD台灣戲劇台 每週一至週五 21:00 - 22:00 · 實際播出時間為21:00－21:52 | 臺灣 Win HD台灣戲劇台 每週一至週五 21:00 - 22:00 · 實際播出時間為21:00－21:52 |
| ----------------------------------------------------------------------------- | ----------------------------------------------------------------------------- | ----------------------------------------------------------------------------- |
|                                                                               | 兩個爸爸 （2015年3月20日－2015年6月30日）                                     |                                                                               |
| 愛情女僕 （2014年12月17日－2015年3月19日）                                    | 幸福選擇題 （2015年7月1日－2015年10月6日）                                    |                                                                               |

| 臺灣 三立綜合台 每週一至週五 20:00 - 21:00        | 臺灣 三立綜合台 每週一至週五 20:00 - 21:00              | 臺灣 三立綜合台 每週一至週五 20:00 - 21:00 |
| ------------------------------------------------- | ------------------------------------------------------- | ------------------------------------------ |
|                                                   | 兩個爸爸 （2020年5月11日－2020年8月19日）               |                                            |
| 軍官·情人（重播） （2020年1月23日－2020年5月8日） | 你有念大學嗎？（重播） （2020年8月20日－2020年9月25日） |                                            |

| 臺灣 三立國際台 每週日 22:00 - 00:00     | 臺灣 三立國際台 每週日 22:00 - 00:00           | 臺灣 三立國際台 每週日 22:00 - 00:00 |
| ---------------------------------------- | ---------------------------------------------- | ------------------------------------ |
|                                          | 兩個爸爸 （2021年9月12日-2022年5月22日）       |                                      |
| 姊的時代 （2021年6月27日－2021年9月5日） | 三隻小豬的逆襲 （2022年5月22日-2023年1月22日） |                                      |